# Сирдар'їнська область (Російська імперія)
Сирдар'їнська (Сир-Дар'їнська) область — адміністративна одиниця в Російській імперії, входила до складу Туркестанського генерал-губернаторства. Адміністративний центр — м. Ташкент.
Область заснована 11 (23) липня 1867, тоді ж засновано і обласне правління.

## Географія
Область займала північно-західну частину Туркестанського краю. Межувала: на півночі — з Тургайською і Акмолинською областями, на сході — з Семиріченською областю, на півдні — з Ферганською і Самаркандською областями і з Бухарою, на південному заході — з хівинськими володіннями, на заході — з Аральським морем. Мала вигляд чотирикутника, розтягнутого по довготі.
Площа 504 700 км² (443 442 кв. верст). Найбільше протяг області по довготі — близько 1173 км (1100 верст), по ширині близько — 747 км (700 верст). Сирдар'їнська область займала близько 70 % всієї площі Туркестанського краю і близько 25 % Туркестанського генерал-губернаторства.

## Населення
За даними перепису 1897 року в області було 1478398 жителів (803 411 чоловіків і 674 987 жінок), у тому числі в містах 205 596. За винятком обласного міста Ташкента, що має 155 673 жителів (найнаселеніше місто російської Середньої Азії) в Сир-Дар'їнської області великих міст не було.
Українців проживало 12853 осіб, що становило 0,87 % від усього населення області.